# Pojuca
Pojuca é um município da Região Metropolitana de Salvador, no estado da Bahia, no Brasil.
Pojuca está localizada na zona fisiográfica da região do recôncavo, a mais importante do Estado da Bahia, e cresceu a base do seu setor petrolífero que atualmente é controlado pela PetroReconcavo com operação no Polo Miranga, localizado na zona rural da cidade e o setor comercial esta em crescimento. É conhecida por sua Festa Junina de São João com nome de Arraiá do Juca que atrai multidões durante os dias de festa, considerada o melhor São João da região e fica localizada entre as conexões das BR-093 e BR-420 fazendo conexão com as cidades de Catu, Araçás e Mata de São João. A cidade fica situada a aproximadamente 76 km de Salvador e a 42 km de Alagoinhas. 
O nome da cidade e palavra Pojuca tem suas origens em tribos indígenas, mais precisamente vinda do Tupi, e de acordo com Teodoro Sampaio em seu livro intitulado "O Tupi na Geografia Nacional" é corruptela de "YAPO-YUCA", que significa o brejo, o estagnado ou podre. Os naturais do município denominam-se pojucanos.

## História
No ano de 1549, com a chegada de Tomé de Sousa, chegou a Bahia, Garcia DÁvila.
O mesmo se estabeleceu nas terras onde está situado o atual município de Pojuca, começando em Vila e aos poucos se tornando uma cidade comercial, Pojuca cresceu a base dos engenhos de cana de açúcar, contribuindo para o povoamento da região. Posteriormente, Garcia DÁvila, chegou a Mata de São João, onde construiu o Castelo da Torre.
O ano de 1612, marca o movimento colonizador, as terras próximas aos rios Pojuca, Jacuípe e Joanes, apresentavam uma grande fertilidade na região qual atraiu diversos colonos, que aqui também se fizeram gerando assim as primeiras populações. A primeira povoação surgida no território do atual município data de 1684, as famílias Freire de Carvalho, Veloso e Saraiva, foram responsáveis pela construção das primeiras moradias, engenhos, atraindo muito desenvolvimento.

### Território e anexos
A atual cidade de Pojuca, foi finalmente formalizada como distrito, pela Lei Municipal nº 05-09-1892, subordinado ao município de Sant'Ana do Catu. Posteriormente elevado à categoria de vila com a denominação de Pojuca, pela lei estadual nº 979, de 29-07-1913, desmembrado do município de Sant'Ana do Catu. Pela lei municipal nº 48, de 08-07-1921, aprovada pela lei estadual nº 1518, de 10-08-1921, é criado o distrito distritos: Miranga. e anexado ao município de Pojuca. Em divisão administrativa referente ao de 1933, o município é constituído de 2 distritos distritos: Pojuca e Miranga. Assim permanecendo em divisão territorial datada de 2007.

## Demografia

### População
O tamanho populacional da cidade não houve crescimento significativo durante os anos, já que no Censo de 2010, a população de Pojuca era de 28.085 habitantes, e atualmente, acordo com o Censo de 2022 do Instituto Brasileiro de Geografia e Estatística (IBGE), a população de Pojuca era de 32.126 habitantes.

## Geografia

### Acidentes Geográficos
O município é pouco acidentado, apresentando pequenas elevações ao oeste. Os principais acidentes geográficos são os Rio Pojuca, Rio Catu e Quiricó.

#### Rio Pojuca
O Rio Pojuca banha todo o município de oeste para leste, num percurso de 60 quilômetros aproximadamente, e a cidade encontra-se edificada à sua margem esquerda, originando-se daí o seu topônimo.

### Riquezas Naturais
O petróleo e o gás natural são as riquezas de maior evidência na região.
A descoberta do Petróleo na região ocorreu em Julho de 1953, e já em 1956 foram produzidos 462.168 barris de petróleo e 1.132.782 barris, no primeiro semestre de 1957. Pojuca é um dos municípios que mais produz petróleo, na região do recôncavo baiano, e já foi o maior, recebendo o título de Rainha do Petróleo. Seu solo generoso é o celeiro de óleo na Bahia, tanto assim que a Petrobrás instalou no fim de 1962, no povoado de Santiago, a Unidade de Absorção de Planta de Gasolina Natural.

### Campos de Petróleo e Gás Natural nos limites de Pojuca

#### Campo de Pojuca
- Localização: De acordo com um relatório da ANP Agencia Nacional do Petróleo, Gás Nacional e Biocombustíveis do final de 2015-2016, o Campo de Pojuca tem uma área de desenvolvimento de 7,18 km² e está localizados na porção central da Bacia do Recôncavo.[19]
- Sistema de Produção: Seu sistema de produção consiste apenas pelo campo de produção, não há processamento de óleo, ou de gás, nem compressão de gás natural ou tratamento de efluentes. O poço de petróleo produz para o tanque localizado na área do poço, e sua produção é transportada via carretas e descarregada na caixa de desembarque da Estação Rio Ventura, que faz parte da Concessão Água Grande, onde é feito o tratamento de petróleo e a medição em conjunto com outras Concessões. Em seguida toda produção é transferida para o Parque Recife e de lá para a Refinaria Landulfo Alves Mataripe (RLAM).[19]

#### Campo de Água Grande
- Localização: De acordo com um relatório da ANP Agencia Nacional do Petróleo, Gás Nacional e Biocombustíveis de 2022-2023, o Campo de Água Grande tem uma área de desenvolvimento de 56,95 km², e está localizado na porção emersa da Bacia do Recôncavo, nos municípios de Pojuca e Catu.[20]
- Sistema de Produção: A produção bruta dos poços é encaminhada, através das suas linhas de coleta, até as Estações Coletoras Rio Ventura e Olinda, onde é realizada a separação e tratamento. O óleo, após tratado, é armazenado em tanques, antes de ser transferido, por oleoduto, para a Estação de Oleoduto do Parque Recife, enquanto que o gás natural segue, através de gasoduto, para a Unidade de Processamento de Gás Natural de Catu.[20]

#### Campo de Apraiús
- Localização: De acordo com um relatório da ANP Agencia Nacional do Petróleo, Gás Nacional e Biocombustíveis de 2022-2023, o Campo de Apraiús, tem uma área de desenvolvimento de 3,75 km², e está localizado na porção emersa da Bacia do Recôncavo, no município de Pojuca.[21]
- Sistema de Produção: A produção bruta dos poços é encaminhada, por meio das suas linhas de coleta, para o manifold da Estação Coletora de Apraiús, que a direciona para os seus tanques de armazenamento, a emulsão (óleo + água) segue do tanque para os dutos da Estação Coletora Miranga Norte. Partindo de lá, a produção bruta é enviada para a Estação Coletora Miranga C, que, a escoa, através de oleoduto, para a Estação Coletora Miranga B, onde é realizada a separação dos fluidos e o seu tratamento. O óleo tratado na é transferido para o Parque Recife, de propriedade da Petróleo Brasileiro S.A. (PETROBRAS), e, posteriormente, para a Refinaria de Mataripe.[21]

## Cultura

### Filarmônica São José
A Sociedade beneficente São José foi fundada em 7 de setembro de 1959, com o objetivo de ensinar música. As primeiras aulas ocorreram em 1961 e sua primeira apresentação em público ocorreu durante a festa do Senhor Bom Jesus da Passagem, em 1962. Seu primeiro presidente foi Arlindo Izidoro de Andrade.

### Festas tradicionais
- Boi Janeiro Dona Lindu - O Boi Janeiro de Pojuca é uma festa tradicional com mais de 100 anos derivada do Bumba Meu Boi, que ocorre em outras regiões do Brasil. Em Pojuca a festa é conhecida pelo nome da anfitriã fundadora Dona Lindu ainda quando jovem e seu boi, com anos de história na cultura da cidade.[23] Ocorre todos os anos no mês de Janeiro com um cortejo que sai de sua casa no bairro Shangrilá, seguindo todo caminho da Rua Dr. Alfredo Leite até a Praça ACM onde ocorre o encontro dos bois no coliseu da praça. O encontro dos bois ocorre devido a outro cortejo do Boi de Ouro da Prefeitura Municipal que vem pelo bairro Cruzeiro também até a Praça ACM, com outras manifestações culturais. Os Negos Fujões são uma das mais importantes manifestações da luta pelo fim da escravidão, representados por jovens que se pintam de preto e usam um chapéu de palha com uma saia feita de folhas de bananeira seca, além de segurarem um pau de madeira. Eles apesar de inofensivos são o motivo do medo de muitas crianças durante o evento. Após o encontro dos bois ocorre também o samba de viola pelo resto da noite com diversas bandas e atrações dentro do coliseu, além de apresentações da filarmônica e outras manifestações culturais.[24][25]
- Natal Encantado - O Natal Encantado de Pojuca é uma festa tradicional que ocorre todos os anos no mês de dezembro em comemoração ao Natal. A festa atrai diversas pessoas para o município todos os anos com a apresentação de bandas locais e bandas e cantores nacionais para tocar no palco principal localizado na Praça ACM. A festa central ocorre na Praça ACM, porem em outros locais da cidade ocorre o desfile do Papai Noel Itinerante que percorre diversos bairros da cidade e zona rural, entregando presentes e levando alegria para população. Ocorre também apresentações culturais na praça, como a apresentação da Filarmônica, pecas teatrais, além da festa, a cidade nessa época fica toda decorada.[26][27][28]
- Arraiá do Juca - Os tradicionais festejos de São João de Pojuca acontecem todos os anos na mesma data em comemoração ao feriado de São Joao, que ocorre em todo o pais, a festa é realizada todos os anos na Praça ACM, e atrai multidões e turistas de diversos municípios próximos. A festa conta com apresentações das bandas locais e bandas famosas nacionais que trazem alegria e muita animação para o publico, ocorrendo também o festival de quadrilhas juninas, com a participação da campeã e famosa Quadrilha Junina Fole Danado de Pojuca.[9][10][29]
- Festa do Bom Jesus da Passagem e Lavagem do Adro da Igreja - A festa do padroeiro da cidade, Senhor Bom Jesus da Passagem, é realizada no mês de janeiro, é precedida de novena, lavagem da Igreja, muita missa, rezas, procissão, comunhão e batizados.  A festa tem dois aspectos, religioso e profano, é realizada em janeiro. [Aspecto religioso: consiste no novenário, seguido de alvorada e procissão. Aspecto profano: com desfile de baianas até a Igreja matriz, encerrando com lavagem das escadarias da mesma].[30][31]
- Festa de Aniversario de Emancipação Politica - A festa de aniversário de emancipação política do município, realizada anualmente, no dia 29 de julho, destaca-se pelo seu brilhantismo, inaugurações de obras realizadas pelo administrador municipal, desfile cívico, participação de entidades e do povo.[32][33]

### Datas comemorativas
- 6 e 7 de Janeiro - Boi Janeiro Dona Lindu[24][23]
- 15 de janeiro - Lavagem do Adro da Igreja[34][31]
- 25 de janeiro - Festa do Bom Jesus da Passagem[30]
- 2 a 26 de junho - Arraiá do Juca[9][10]
- 29 de julho - Dia da Emancipação Política do Município[32]
- 31 de agosto - Descarrilamento de Pojuca
- 20 a 23 de dezembro - Natal Encantado[26]

## Aspecto Sociais

### Associação Pestalozzi de Pojuca
Fundada em 2 de janeiro de 1999 e instalada em 7 de janeiro do mesmo ano, com a finalidade de educar jovens e adultos de 5 a 50 anos, portadores de deficiência mental, visual e auditiva, proporcionando-lhes a socialização, oficina pedagógica, com a finalidade de promover o ajustamento social com real aproveitamento de suas potencialidades, numa orientação bio-psico-pedagógica.

## Subdivisões[13][36][37][38][39]

### Distritos
- Pojuca (sede)
- Miranga

### Bairros
- Alto da Bela Vista / Alto da Colina
- Bairro da Vitória
- Baixa da Egua
- Cabloco
- Cajazeiras
- Central
- Centro
- Corujão
- Cruzeiro
- Inocoop
- Los Angeles
- Luiz Eduardo Magalhães
- Liberdade
- Maldivas
- Nova Pojuca
- Palmeiras
- Parque Social
- Pau D`Arco
- Pojuca 2
- Pojuca Nova
- Residencial Maria Luiza / Minha Casa Minha Vida
- Retiro
- Santiago
- São Francisco
- Shangrila
- Star

### Localidades e Zona Rural
- Agrovila do Pa Ana Rosa
- Agua Grande
- Apraius
- Araponga
- Areia
- Aruari
- Barro
- Beira Rio
- Brejinho
- Cabiola
- Coqueiros
- Embira Branca
- Fazenda Poço
- Frangos
- Garoupa
- Guerreiro
- Jequitia
- Lagoa Verde
- Lameiro Branco
- Miranga
- Miranga Norte
- Moreira
- Muritiba
- Piaçava
- Ratins
- Riachão
- Santa Bárbara
- Sapé
- Sapucaia
- Sussuarana